# أمراض الجهاز التناسلي
أمراض الجهاز التناسلي (بالإنجليزية: Reproductive system disease)‏ هو أي مرض يصيب أي عضو في الجهاز التناسلي أو يقع في مساره.

## الأنواع

### الأمراض المعدية
عدوى الجهاز التناسلي (RTI) هي الالتهابات التي تصيب الجهاز التناسلي. بالنسبة للإناث، قد تكون عدوى الجهاز التناسلي في الجزء العلوي من الجهاز التناسلي ( قناة فالوب ، المبيض و الرحم ) أو في الجزء السفلي ( المهبل ، عنق الرحم و الفرج. بالنسبة للذكور، هذه الالتهابات قد تصيب القضيب ، الخصيتين، الإحليل أو الاسهر.الأنواع الثلاثة من أنواع عدوى الجهاز التناسلي هي إما عدوى ذاتية المنشأ، عدوى علاجية المنشأ والأكثر شيوعاً الأمراض المنقولة جنسياً. كل نوع من الأنواع له أسبابه وأعراضه التي تسببها البكتيريا ،و الفيروسات، و الفطريات ، وغيرها من الكائنات الحية الدقيقة. بعض الأمراض المعدية من السهل علاجها والشفاء منها والبعض من الصعب علاجها والشفاء منها مثل الإيدز و الهربس.

### التشوهات الخلقية
أمثلة على التشوهات الخلقية في الجهاز التناسلي :
- متلازمة كالمان هو اضطراب جيني يسبب انخفاض في أداء الهرمون الجنسي.
- متلازمة نقص الاندروجين : هو اضطراب جيني يسبب التطور الجنسي كأناث للأشخاص الذين هم جينياً ذكور بسبب عدم القدرة على استخدام الاندروجين.
- ثنائية الجنس : هو الاضطراب الذي يجعل الخص يظهر صفات جنسية عكس جنسه .

### أمثلة على السرطانات
من الأمثلة على سرطانات الجهاز التناسلي:
- سرطان البروستات وهو السرطان الذي يصيب غدة البروستات.
- سرطان الثدي وهو السرطان الذي يصيب غدة الثدي
- سرطان المبيض يصيب المبيضين
- سرطان القضيب
- ساركوما رحمية سرطان يصيب الرحم
- سرطان الخصية
- سرطان عنق الرحم

### أمثلة على الاضطرابات الوظيفية
- عنانة هو عدم قدرة الذكور على تحقيق الانتصاب .
- قصور الغدد التناسلية هو نقص في وظيفة الغدد التناسلية سواءً فيما يخص الهرمونات أو إنتاج الأمشاج.
- الحمل المنتبذ هي الحالة التي يتم بها تلقيح البويضة خارج الرحم.
- إبردة هو انخفاض مستوى الاهتمام أو الرغبة الجنسية.
- القذف المبكر هو عدم القدرة على التحكم الارادي في القذف.
- عسر الطمث هو الألم الملازم للدورة الشهرية والذي يعيق من القيام بالنشاطات الحياتية اليومية.[4]

### الغدد الصماء
بُعرف باسم اضطراب الغدد الصماء، يحدث هذا الاضطراب بواسطة مواد كيميائية معينة تؤثر سلباً على تطور الجهار التناسلي يمكن أن يصل إلى حالة كـسرطان المهبل. كما تم ربط العديد من الامراض التناسلية الأخرى إلى التعرض للمواد الكيمائية الصناعية والبيئية . تتضمن المواد الكيمائية التي ترتبط بشكل مباشر مع مع الاضطرابات التناسلية الرصاص، و مركبات الديوكسين ومشتقاته، والـستايرين، والـتولوين، والبيسفينول، و مبيد الآفات .